# Àcid pantotènic
L'àcid pantotènic (C9H17NO₅), també anomenat vitamina B₅, és una vitamina soluble en aigua i necessària per al manteniment de la vida (nutrient essencial). El seu nom segons la IUPAC és el d'àcid 3-[(2,4-dihidroxi-3,3-dimetilbutanoil)amino]propanoic. La seva massa molar és de 219,23 g/mol. La vitamina B5 és necessària per formar coenzim A (CoA), que és un component importantíssim en el metabolisme, i per la síntesi de carbohidrats, proteïnes i lípids. La seva estructura química, correspon a l'amida entre el D- pantoat i la β-alanina. El nom, “Pantotènic”, deriva del grec “pantothen” (παντόθεν), que significa “a tot arreu”, i podem trobar petites quantitats d'aquest àcid a quasi tots els aliments, d'entre els quals destaquen per la seva quantitat els cereals, llegums, ous, carn i a la gelea reial. Es troba de forma freqüent com al seu alcohol anàleg, la provitamina pantenol, i també com a pantotenat de calci. L'àcid pantotènic és també un component d'alguns productes cosmètics pels cabells i la pell.

## Funció biològica

Àcid pantotènic (Vitamina B5)

Només l'isòmer dextrorotatori (D) de l'àcid pantotènic té activitat biològica. L'isòmer levorotatori (L) té una funció que antagonitza els efectes de l'isòmer D.
L'àcid pantotènic s'utilitza en la síntesi del coenzim A (CoA). Aquest últim actua com a transportador de grups acil per formar acetil-CoA i altres components relacionats; aquest és el mecanisme de transportar els àtoms de carboni a través de la cèl·lula. El coenzim A és important en el metabolisme energètic de la cèl·lula, ja que facilita l'entrada de l'acetil (un derivat del piruvat) al cicle dels àcids tricarboxílics o cicle de Krebs. Allí, serà transformat a àcid cítric, després a α-cetoglutarat per a ésser transformat a succinil-CoA, i el cicle continua. El CoA és també important en la biosíntesi de diverses biomolècules com els àcids grassos, colesterol i acetilcolina. També és requerit esporàdicament per la formació d'ACP (proteïna transportadora de grups acil), que és necessari, al seu torn, per la síntesi d'àcids grassos en addició a CoA.
L'àcid pantotènic en la forma de CoA és també necessari per dur a terme els processos d'acilació i d'acetilació, que estan involucrats en els senyals de traducció i en l'activació i desactivació d'enzims, respectivament.
Des que s'ha descobert que aquest àcid participa en gran quantitat de processos biològics, es considera un nutrient essencial per a totes les formes de vida. Per tant, la seva deficiència tindrà molts efectes nocius, com es discutirà més endavant.
Cal dir també que l'àcid pantotènic és vital per a un embaràs sa.